# 汤显祖墓
汤显祖墓，是明代知名剧作家汤显祖的陵墓，位于中国江西省抚州市临川区大公东路，文昌桥东端南侧灵芝山。位于抚州市人民公园内的汤显祖墓，则是1982年修建的衣冠冢，汤墓原址被列为江西省文物保护单位。1995年，汤显祖纪念馆开放，位于抚州市临川区。

## 历史

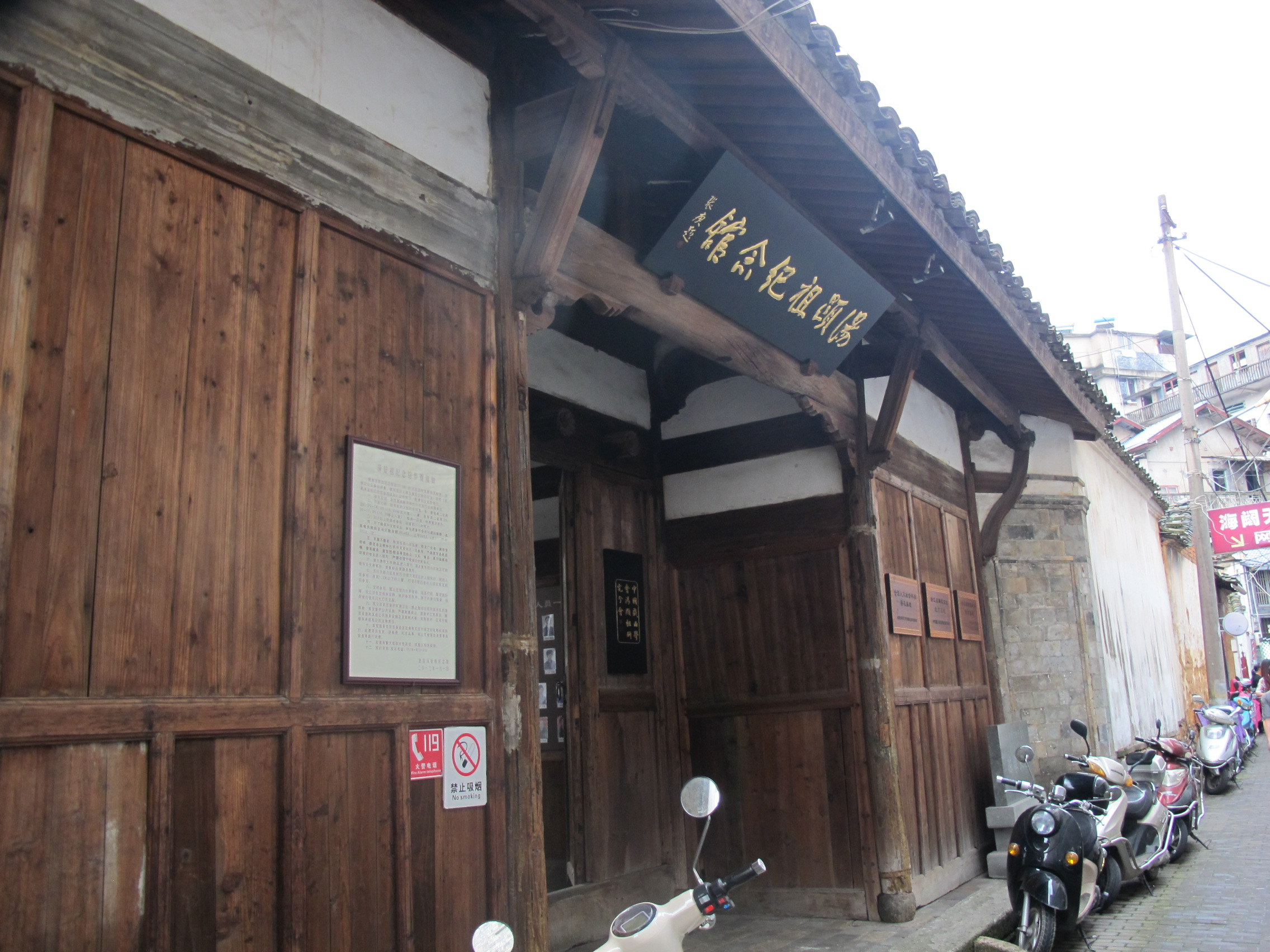
汤显祖纪念馆

汤显祖家族墓园在明末清初（1645年）、太平天国时期（1858年）、文化大革命期间（1966-1976年），数次遭到破坏，文革期间遭毁灭性破坏，墓中的遗物和尸骨荡然无存，墓园上面改建制冰厂。
2016年11月，修复文昌里历史文化街区拆除制冰厂时，发现被覆盖的汤显祖家族六代人的42座墓园，2017年进行了考古发掘。